# Опасно безсъние
„Опасно безсъние“ (на английски: Insomnia) е американски трилър от 2002 г. на режисьора Кристофър Нолан с участието на Ал Пачино, Робин Уилямс и Хилари Суонк. Римейк е на едноименния норвежки филм от 1997 г.

## Сюжет
Полицейски инспектор, изпратен заедно с партньора си в Аляска е отстранен по време на полицейско разследване от случая. Призован да разкрие убийство в окръга, където е изпратен, той случайно убива партньора си в преследване с първоначалния убиец. По-късно получава обаждане от убиеца, който твърди, че го е видял да убива партньора си. След това инспекторът трябва да се изправи пред безсънието, в страната където слънцето никога не залязва, а в допълнение убиеца започва да си играе с него.

## В ролите
| Изпълнител       | Роля         |
| ---------------- | ------------ |
| Ал Пачино        | Уил Дормър   |
| Робин Уилямс     | Уолтър Финч  |
| Хилари Суонк     | Ели Бър      |
| Мартин Донован   | Хап Екхарт   |
| Кристал Лоу      | Кей Конъл    |
| Пол Дули         | Чарли Найбек |
| Джонатан Джаксън | Ранди Стец   |